# 贝斯泰鲁什 (帕雷迪什)
贝斯泰鲁什是葡萄牙波尔图区的一个堂区。总面积2.7平方公里，总人口1412人，人口密度523人/平方公里。